# Chiesa di Santa Maria della Neve (Penna in Teverina)
La chiesa di Santa Maria della Neve è la parrocchiale di Penna in Teverina, in provincia di Terni e diocesi di Terni-Narni-Amelia; fa parte della forania di Amelia e Valle Teverina.

## Storia
L'origine del primo luogo di culto pennese risale all'Alto Medioevo, forse tra i secoli VIII e IX, allorché vi era una pieve rurale, attorno a cui poi si formò il borgo. La pieve è poi menzionata nel 1276; essa aveva delle dimensioni più contenute rispetto alla chiesa successiva. La parrocchiale venne interessata da un intervento di ampliamento e rifacimento nel Seicento, iniziato nel 1637 a partire dal presbiterio, che venne anch'esso ampliato e che interessò anche la navata, a cui vennero aggiunti i sei altari latari laterali, anche se il portale reca un'iscrizione con la data 1601, che probabilmente si riferisce solo alla realizzazione di esso. Nel 1772 la chiesa prese anche l'appellativo "ad nives", come si può leggere nell'epigrafe posta in controfacciata.

## Descrizione

### Esterno
La facciata a capanna della chiesa, rivolta a nordovest, è suddivisa in due registri da una cornice marcapiano: quello inferiore, scandito da quattro lesene tuscaniche, presenta il portale d'ingresso timpanato, a cui s'accede percorrendo una breve scalinata, e una specchiatura sovrastante, mentre quello superiore è caratterizzato da una finestra, anch'essa abbellita da un frontoncino.
Annesso alla parrocchiale è il campaniletto a vela, posto sulla sinistra della chiesa e caratterizzato da due aperture in cui sono alloggiate le campane.

### Interno
L'interno dell'edificio si compone di un'unica navata, sulla quale si affacciano le cappellette laterali, introdotte da archi a tutto sesto e ospitanti gli altari minori e i confessionali, e le cui pareti sono scandite da lesene sorreggenti la trabeazione aggettante e modanata sopra la quale si imposta la volta a botte; al termine dell'aula si sviluppa il presbiterio, ospitante l'altare maggiore e chiuso dall'abside quadrangolare.
Qui sono conservate diverse opere di pregio, tra le quali è l'Assunzione della Vergine tra San Sebastiano ed un Santo Vescovo (Valentino?) posta oggi all'ultimo altare a destra. La tavola, restaurata nel 2017, era almeno dall'inizio del Settecento all'altare maggiore ed era un trittico a sportelli, mentre oggi si presenta resecata ai lati a causa del suo adattamento a una cornice lignea avvenuto al momento della sostituzione all'altare maggiore con un'altra tela del 1716. Il dipinto si mostra stilisticamente estraneo al contesto non solo umbro, ed è assegnabile ad un maestro di cultura ispano-fiamminga, particolarmente valenzano-catalana pervenuto in questa sede per motivi ignoti.
La pala dell'altare maggiore con soggetto la Madonna e San Valentino, eseguita appunto nel 1716, firmata dal pittore ortano Pietro Albi, realizzata per sostituire all'altare maggiore la tavola quattrocentesca, si trova oggi nella parete di fondo del presbiterio.
In chiesa è anche un dipinto seicentesco raffigurante la Madonna della Neve e San Valentino.